# Alerta (A-111)
El Alerta (A-111) es un buque construido en la República Democrática Alemana especializado en labores de inteligencia que pertenece a la Armada Española desde 1992, donde debido a su numeral, recibe el apodo de Atila, haciendo el juego de palabras de que es el rey de los "unos" (en lugar de los hunos).

## Historial
Este buque pertenece a una serie de siete navíos construido en la RDA para el transporte (clase Darss). El buque fue bautizado Jasmund (D41) y fue botado el 27 de febrero de 1982 en los astilleros Neptunwerft, en Rostock. Fue entregado a la Volksmarine el 10 de mayo de 1985 y hacía 1988 fue transformado en navío de captación de inteligencia (AGI - Auxiliary, General Intelligence), realizando ese tipo de tareas hasta la caída de la RDA en 1990. 
Tras la reunificación con la RFA, Alemania lo iba a vender al Ecuador, pero la venta no llegó a fructificar por la falta de medios económicos, tras lo cual fue adquirido por España por un precio de 24 €/tonelada. El 6 de diciembre de 1992 causó alta en la Lista Oficial de Buques de la Armada con el nombre de Alerta y numeral A-111. A causa de su numeral rápidamente fue apodado familiarmente Atila (juego de palabras, Rey de los “Unos").

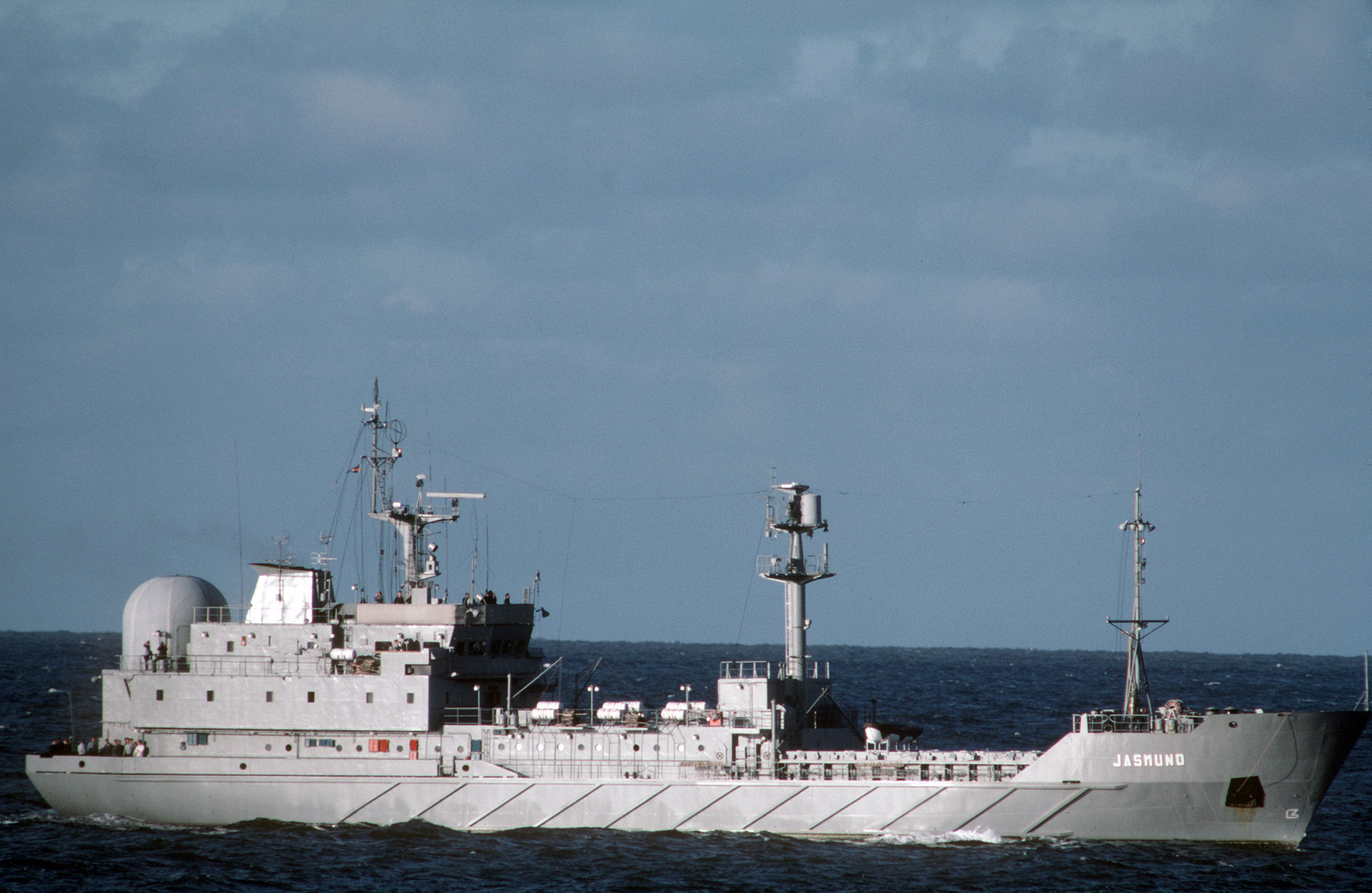
El Alerta cuando aún prestaba servicio en la Volksmarine en 1986 (entonces se llamaba Jasmund).

A finales de diciembre de 1992 llegó al puerto de la Luz (Islas Canarias), donde fue adaptado a las especificaciones de la Armada Española. Su motor diésel original Kolomna Type 40-DM fue cambiado por uno Bazán-Caterpillar. Fue puesto en servicio en el verano de 1993, sustituyendo en misión ELINT al patrullero Alsedo (P-02), dado de baja el 30 de junio de 1993. La mayoría de su equipo al ser adquirido era de origen soviético, lo cual era teóricamente una ventaja para operar cerca de países del norte de África equipados con material de esa procedencia, desconociéndose su equipo actual al estar catalogado como secreto. Se cree que cuando realiza misiones ELINT especiales se embarca material adicional específico procedente de otras organizaciones militares españolas o aliadas, así como también sus operadores, dado que puede aceptar contenedores en cubierta. Tiene capacidad para navegar en zonas de hielo de hasta 20 cm de espesor.
Su base está en Cartagena desde el 15 de julio de 1993 y está integrado en la fuerza de acción marítima. Sus despliegues, tienen un marcado carácter tanto operacional como estratégico, realizando labores de detección, interceptación, localización, análisis y clasificación de señales electromagnéticas de 1 a 40 GHz, generalmente en el norte de África.
El buque es parte principal de la componente naval del Programa Santiago, cuyo objetivo es la captación de emisiones electromagnéticas y de imágenes en las zonas definidas de interés estratégico para la seguridad nacional española. Este programa proporciona un sistema estratégico conjunto de EW con las capacidades SIGINT. El Subsistema de Captación sobre Plataforma Naval (SCAN) de este programa es el elemento naval de captación de señales, basado en el buque A-111 de la Armada española.

## Futuro
Se espera que en unos años sea sustituido por un Buque de Acción Marítima (BAM) especializado en labores de inteligencia.